# إيفان نيكولوف
إيفان نيكولوف هو لاعب كرة قدم شمال مقدوني في مركز لاعب ارتكاز ‏، ولد في 17 فبراير 2002 في شتيب في مقدونيا الشمالية.

## وصلات خارجية
- إيفان نيكولوف على موقع قاعدة بيانات كرة القدم.إي يو (الإنجليزية)
- إيفان نيكولوف على موقع Soccerway.com (الإنجليزية)
- إيفان نيكولوف على موقع عالم كرة القدم.نت (الإنجليزية)